# Norsjön (Jörns socken, Västerbotten)
Norsjön är en sjö i Skellefteå kommun i Västerbotten och ingår i Kågeälvens huvudavrinningsområde.